# Vasas SC
Vasas SC é um clube de futebol profissional da cidade húngara de Budapeste que joga o Campeonato Húngaro de Futebol. Já utilizou os seguintes nomes: Vasások Budapest, Kinizsi Vasas Budapest, Vasas SC Budapest, Nemzeti Kinizsi Budapest e Budapesti Vasas SE.

## História
Sua data de fundação é 16 de março de 1911, na cidade de Budapeste. Suas cores oficiais são o vermelho e azul. Possui um estádio de nome Fay ütca com capacidade para 18.000 torcedores.

## Títulos
| CONTINENTAIS | CONTINENTAIS       | CONTINENTAIS | CONTINENTAIS                        |
|              | Competição         | Títulos      | Temporadas                          |
| ------------ | ------------------ | ------------ | ----------------------------------- |
|              | Copa Mitropa       | 6            | 1956, 1957, 1962, 1965, 1970 e 1983 |
| NACIONAIS    |                    |              |                                     |
|              | Competição         | Títulos      | Temporadas                          |
|              | Campeonato Húngaro | 6            | 1957, 1961, 1962, 1965, 1966 e 1977 |
|              | Copa da Hungria    | 4            | 1955, 1973, 1981 e 1986             |